# ماهر 12/12
ماهر 12/12 هو برنامج قام به صندوق تنمية الموارد البشرية (هدف) في المملكة العربية السعودية في إطار سعيه إلى زيادة فرص القوى العاملة الوطنية المتخصصة ذات التأهيل النوعي للعمل في القطاع الخاص وذلك من خلال توجيه طالبي العمل للالتحاق بالبرامج التأهيلية التي يحتاجها سوق العمل من خلال برنامج «ماهر 12/12» لتأهيل الكوادر المتخصصة، وهو برنامج تدريبي غير مرتبط بالتوظيف يهدف إلى التدريب والتأهيل في العديد من المهن التي يحتاجها سوق العمل، ويتوقع أن يستفيد من البرنامج (12.000) طالب عمل بحلول عام 2012م ويقدم مجاناً بدعم كامل من الصندوق. وقد تم اختيار البرامج التدريبية بناءً على احتياج سوق العمل، كما تم اختيار الجهات التدريبية التي حققت نجاحاً مميزاً في التدريب مما سيساعد بإذن الله مخرجات تلك البرامج في الحصول على فرص العمل في القطاع الخاص. وقد اعد هذا الدليل لتحديد ضوابط وإجراءات العمل في البرنامج مما يتيح للجهات المشاركة معرفة دورها والمهام المناطه بها.